# Ceyzérieu
Ceyzérieu település Franciaországban, Ain megyében. Lakosainak száma 1028 fő (2022. január 1.). Ceyzérieu Artemare, Cuzieu, Flaxieu, Marignieu, Saint-Martin-de-Bavel, Talissieu, Vongnes, Chazey-Bons, Culoz-Béon és Ameyzieu községekkel határos.

## Népesség
A település népességének változása:
| Lakosok száma | 649  | 727  | 766  | 876  | 1005 | 1016 | 1007 | 1000 | 995  | 1028 |
|               | 1968 | 1982 | 1990 | 2006 | 2013 | 2015 | 2017 | 2019 | 2020 | 2022 |